# Мозиз Лејк Норт (Вашингтон)
Мозиз Лејк Норт (енгл. Moses Lake North) насељено је место без административног статуса у америчкој савезној држави Вашингтон.

## Демографија
По попису из 2010. године број становника је 4.418, што је 186 (4,4%) становника више него 2000. године.
| Група             | 2000.         | 2010.         |
| Белци             | 2.741 (64,8%) | 2.478 (56,1%) |
| Афроамериканци    | 212 (5,0%)    | 176 (4,0%)    |
| Азијати           | 28 (0,7%)     | 67 (1,5%)     |
| Хиспаноамериканци | 1.025 (24,2%) | 1.483 (33,6%) |
| Укупно            | 4.232         | 4.418         |